# Rohrbach (Suíça)
Rohrbach é uma comuna da Suíça, situada no distrito administrativo de Alta Argóvia, no cantão de Berna. Tem 4,1 km² de área e sua população em 2018 foi estimada em 1.480 habitantes.